# Cuevas de Seriñá
Cuevas de Seriñá (spanska) det vill säga grottorna i Seriñá är en paleolitisk arkeologisk fyndplats, belägen i Seriñá, i Girona-regionen i grevskapet Pla de l'Estany (Katalonien) i Spanien. Bosättningen i grottorna upptäcktes i slutet av 1800-talet och ansågs då vara en plats för säsongsbetonade bosättningar och begravningar.

## Historia
Den spanske apotekaren och förhistorikern Pere Alsius i Torrent, Banyoles (Girona), var den som tog initiativ till de första utgrävningarna. De viktigaste av grottorna på platsen är: Reclau Viver-grottan, l'Arbreda-grottan, Pau-grottan och Mollet-grottan. Alla dessa grottor ingår i en park för de förhistoriska grottorna i Seriñá. Grottorna i Seriñá upptäcktes senare av Josep Maria Corominas, en läkare till yrket som praktiserade både i Banyoles och i Seriñá.
På 1940-talet, närmare bestämt 1944, började ett nytt skede i undersökningen av Seriñás avlägsna förflutna i och med att utgrävningarna i Reclau-området inleddes. 1944 började Corominas arbeta i grottan Reclau Viver. Utgrävningar pågick till 1948. Under 1940- och 1950-talen utförde Corominas också utgrävningar i en annan närliggande grotta, nämligen Mollet I. Under de följande åren undersöktes mindre grottor, såsom grottan i Pau, Cau del Roure, grottan l'Arbreda, grottan Mollet III med flera.
Mellan 1975 och 1987 leddes utgrävningarna av centret för arkeologisk forskning. 1996 återupptogs utgrävnings- och forskningsarbetet, nu under ledning av universitetet i Girona och med stöd av institutioner som Arkeologiska museet i Katalonien-Girona, det arkeologiska museet i Banyoles och Pla de l'Estany kommun. 
De arkeologiska och paleontologiska fynden går tillbaka till för 200 000 år sedan, med ett fynd av en juvenil kindtand  i Mollet-grottan, som har tillskrivits arten Homo heidelbergensis, Fynd av Homo neanderthalensis  av en ålder av 90 000 till 39 000 år  i l'Arbrada-grottan. De yngsta fynden från tre grottor l'Arbrea-grottorna, Reclau Viver- och Pau-grottorna utgörs av moderna Homo sapiens sapiens med en ålder av fynden på 11 000 år.